# موردوفيا أرينا
موردوفيا أرينا (بالإنجليزية: Yubileyniy Stadium)‏ هو ملعب كرة قدم يقع بمدينة سارانسك في روسيا، وهو الملعب الرئيسي لنادي موردوفيا سارانسك. ويصل طاقة الملعب الاستيعابية إلى 45,015 ألف متفرج.
استضاف الملعب أربع مباريات في جولة المجموعات في كأس العالم لكرة القدم 2018.